# André Gailhard
André Gailhard (1885. június 29. – 1966. július 3.) francia zeneszerző.
A párizsi opera igazgatójának, Pierre Gailhard-nak a fia Conservatoire de Paris-ben tanult Paul Vidal, Xavier Leroux és Charles Lenepveu-nél. 1908-ban megnyerte a Prix de Rome-t.
Gailhard komponált több operát, köztük Amaryllis-t (ősbemutató: Toulouse 1906),A sorshúzás-t ( Párizsban mutatták be 1913-ban) és La Bataille-t (Párizs, ősbemutató: 1931), valamint a balett L'Aragonaise-t, prelúdiumot és fúgát egész zenekarra, számos filmzenét és dalokat.

## Fordítás
- Ez a szócikk részben vagy egészben  az   André Gailhard című német Wikipédia-szócikk fordításán alapul.  Az eredeti cikk szerkesztőit annak laptörténete sorolja fel. Ez a jelzés csupán a megfogalmazás eredetét és a szerzői jogokat jelzi, nem szolgál a cikkben szereplő információk forrásmegjelöléseként.